# Хижа (роман)
«Хижа» — роман канадця Вільяма Пола Янга, колишнього офіс-менеджера й нічного адміністратора в готелі, та виданий в 2007 році  за рахунок особистих заощаджень, який став бестселером «USA Today», розійшовся мільйонним тиражем на 8 червня 2008  — і зайняв перше місце в списку бестселерів, опублікованому в «New York Times» з червня 2008 до початку 2010 .
Цей роман має багато розходжень із класичними християнськими переконаннями. 

## Сюжет
Сімейний турпохід закінчується трагедією: у головного героя зникає дочка. Незабаром, в орегонських нетрях, у покинутій хижі, було знайдено підтвердження її загибелі від рук маніяка. Чотири роки потому, так і не змирившись із втратою, батько отримує підозрілий лист нібито від Бога із пропозицією відвідати ту саму хижу. Після довгих вагань Мак вирушає в подорож, яка вщент розіб'є його уявлення про природу речей…

## Перші спроби видання
Янг написав повість «Хижа», зовсім не маючи наміру видавати її книжкою: насправді це мав бути подарунок на Різдво своїм шести дітям. Коли він дав її почитати опісля друзям, ті почали його переконувати в тому, що книга заслуговує ширшої читацької аудиторії. У 2006 Янг став працювати з Вейном Якобсеном, Бредом Каммінгсоном (обидва колишні пастори з передмістя Лос-Анджелеса) і Боббі Даунсом (режисером, кінопродьюсером) над виданням книги — та їм не пощастило знайти, ані релігійного, ані світського видавця, який би хотів зайнятися ділом. Знайшовшися в тупику, вони зареєстрували свою компанію Wind Blown Media з лише єдиною метою : видати цю одну книгу. (Кошти на видання надійшли від Бреда Каммінгсона, президента Wind Blown Media, який заризикував усі фонди, що були у нього на його 12 особистих кредитних картках .)
На диво усім «Хижа» досягла першої позиції в рейтингу найбільш продаваних книг — і це тільки завдяки рекламі з вуст у вуста і 300 доларам США, витраченим на вебсайт . Попри те, що «Хижа» із рік залишалася непоміченою з моменту її випуску, вона  стрімко набула популярності влітку 2008 року: тоді вона зайняла перше місце в списку бестселерів (романів у м'якій палітурці) газети The New York Times — і лідирувала 70 тижнів.

## «Хижа» має успіх
Успіх «Хижі» розпочався з того, що робітник-ремонтник із містечка Якима, штат Вашингтон, Калеб Новак купив роман невідомого автора про зажуреного батька, який зустрічає Бога у вигляді галасливої афроамериканки. Цей чоловік настільки захопився історією спасіння й Божої любові, що відразу придбав іще 10 примірників і роздав їх членам сім'ї, а також друзям.
«Всі, кого я знаю, купили як мінімум 10 примірників, — розповідає Калеб Новак. — У цій книзі є щось таке, що змушує людей поділитися цим». Тисячі читачів, звичайні парафіяни церкви, сприяли просуванню «Хижі». Написана колишнім офіс-менеджером і нічним сторожем готелю містечка Грешем, штат Орегон, видана за власні кошти двох колишніх пасторів із передмістя Лос-Анджелеса, ця книга стала бестселером.

## Звинувачення та визнання
Книга стала об’єктом безперервної критики з боку деяких церковних лідерів США. Наприклад, протестантський служитель Чак Колсон написав відгук під назвою «Тримайтеся подалі від “Хижі”». У ньому Колсон критикує «безглузді висловлювання» персонажів Бога.
Євангельський лідер Альберт Молер у своїй радіопередачі назвав Хижу книгою, що «викликає неабияку стурбованість,  бо в ній багато нерозведеної єресі» .
Провідний апологет Норман Гейслер склав аналіз, виділяючи 14 теологічних проблем книги.
Пастор церкви Mars Hill Church Марк Дрісколл у своїх доктринальних статтях розкритикував використані в Хижі художні прийоми й образи Трійці, в якій Бога Отця зображено афроамериканкою, Ісуса Христа – близькосхідним теслею, а Святого Духа – азіаткою.
Але варто визнати, що ця книга отримала кілька позитивних відгуків як від пересічних читачів, так і від богословів. Теолог Рендал Розер навіть написав книгу «Знайти Бога в “Хижі”» (Finding God in the Shack, Paternoster, 2009), в якій дає відповіді на більшість докорів критиків.
Назва книги – це метафора «будинку, побудованого на власному болю».

## Відгуки
Мотоко Річ, The New York Times::

Це переконливий приклад того, як феномен передачі інформації із вуст у вуста може зробити книгу лідером продажів та призвести до вибуху популярності із такою силою, яка вражає книжкові магазини, а великі комерційні видавництва з їх потужностями відділів продажів і маркетингу залишаються осторонь. 

Патрік М. Родді, продюсер ABC News, володар премії «Еммі»::

«Хижа» — це своєрідне запрошення до подорожі в серце Бога. Крізь сльози й радісні вигуки я дійсно змінився завдяки надзвичайній милості, з якою Вільям Пол Янг підняв завісу, що часто відокремлювала мене від Бога й себе самого. Із кожною сторінкою складні «варто» чи «ні», що спотворюють релігійні відносини, розсіювалися, тому що я вперше в житті зрозумів Отця, Сина й Святого Духа.

Кетлін Слетері-Мошкау, The Huffington Post::

«Хижа» розповідає про втрату, зцілення, любов й прощення. Вона — неповторна, образна і прекрасна, і я шалено радію, що прочитала її. «Хижа» не пропонує чіткої відповіді щодо Бога, життя або релігії, але вона безперечно змінює світогляд. Й іноді це — саме те, до чого я насправді прагну.

Лорен Штрайб, Forbes ::

Пол Янг перетворив покрите рубцями життя в несподіваний бестселер

Том Матлак, The Huffington Post ::

«Хижа» — це також дослідження Бога і Духа з абсолютно нової точки зору, одночасно прозаїчною і революційної, засудженої релігійною короткозорістю.

Сінді Кросбі, Publishers Weekly::

Минулої осіні у Бразилії це був бестселер №1; в Китаї, після землетрусу, книга набула популярності серед студентів. У Великій Британії «Хижа» стала першою християнською книгою, яка продавалася в Tesco;— магазині британської продуктової мережі.

Сара Вайнман, Los Angeles Times::

Це була неймовірна історія Попелюшки.

Кеті Лінн Гроссман, USA Today::

Цей роман зневажає «законицькі» релігії, деномінації і доктрини. У ньому навіть майже не згадується Біблія.

## Пол Янг в Україні
Українською мовою Хижа вийшла у видавництві «Книгоноша» і була представлена на Київському міжнародному фестивалю християнської книги  самим автором. Відвідини України стали першим візитом Пола Янга до країн СНД та Балтії. Ще до свого приїзду в Україну, його вже встигли назвати людиною місяця в літературному середовищі.